# ماریا کورینا ماچادو
ماریا کورینا ماچادو پاریسکا (زاده ۷ اکتبر ۱۹۶۷) سیاستمدار ونزوئلایی اپوزیسیون و مهندس صنایع است که از سال ۲۰۱۱ تا ۲۰۱۴، به عنوان عضو منتخب مجلس ملی ونزوئلا خدمت کرد. ماچادو در سال ۲۰۰۲، به عنوان بنیانگذار و رهبر گروه نظارت بر رأی به ما بپیوندید، در کنار آلخاندرو پلاز، وارد سیاست شد. در سال ۲۰۱۸، او در فهرست ۱۰۰ زن بی‌بی‌سی قرار گرفت. ماچادو در حال حاضر به عنوان یکی از چهره‌های برجسته اپوزیسیون ونزوئلا در نظر گرفته می‌شود. دولت نیکلاس مادورو در ونزوئلا، ماچادو را از خروج از ونزوئلا منع کرده است.